# Mirjam Jaquemoth
Mirjam Jaquemoth (* 1963 in Köln) ist eine deutsche Professorin für Haushaltsökonomie.

## Leben
Mirjam Jaquemoth studierte an der Universität Bonn Ernährungs- und Hauswirtschaftswissenschaft, Sportwissenschaft sowie Sozialwissenschaft auf Lehramt. Von 1990 bis 1994 war sie als Dozentin an der Universität Dortmund im Fachbereich Gesellschaftswissenschaften, Philosophie und Theologie tätig sowie zwischen 1994 und 2000 für die Verbraucherzentrale NRW im Bereich Presse und Bildung. Von 2000 bis 2003 war sie Vertretungsprofessorin für Sozioökonomie des Privathaushalts an der FH Osnabrück. 2003 wurde sie an der TU München zur Dr. oec. in Wirtschaftswissenschaften promoviert. Von 2004 bis 2011 war sie Prodekanin und Dekanin der Fakultät Landwirtschaft an der Hochschule Weihenstephan-Triesdorf sowie Frauenbeauftragte der Fakultät und stellv. Frauenbeauftragte der Hochschule. 2017 bis 2020 war Jaquemoth Vizepräsidentin der Hochschule Weihenstephan als Ständige Vertretung des Präsidenten am Campus Triesdorf. Sie lehrte dort als Professorin von 2003 bis 2023 Haushaltsökonomie, Verbraucherpolitik und Rechnungswesen. Seit März 2023 ist sie Professorin im Ruhestand. Sie lebt und forscht im Rheinland.
Jaquemoth war von 2009 bis 2019 Mitglied der Verbraucherkommission Bayern, von Oktober 2014 stellvertretende Vorsitzende. Im September 2011 wurde sie in den wissenschaftlichen Beirat für Verbraucher- und Ernährungspolitik beim Bundesminister für Ernährung, Landwirtschaft und Verbraucherschutz (BEMLV) berufen, der 2017 aufgelöst worden ist. Von Juli 2012 bis März 2017 war Jaquemoth ferner Mitglied im wissenschaftlichen Beirat des Kompetenzzentrums Verbraucherforschung in Nordrhein-Westfalen. Seit Januar 2012 ist sie Mitglied im Beirat des Kompetenzzentrums für Ernährung (KErn) in Bayern. Seit 2022 ist sie Mitglied der DGE Arbeitsgruppe Außer-Haus-Verpflegung, mit den dortigen Publikationen.
Jaquemoth hat 2017 den DVAI Qualifizierungslehrgang für Aufsichts- und Beiräte absolviert.

## Forschung
Zu den Forschungsschwerpunkten von Jaquemoth gehören:
- Verbraucherpolitik
- Lebensmittelsicherheit und Verbraucherschutz
- Kennzahlensysteme in der Gemeinschaftsverpflegung
- Ernährungsbildung
- Haushaltsnahe Dienstleistungen
- Neue Wohn- und Betreuungskonzepte in der Altenpflege
- Allokation von Konsum und Arbeit in privaten Haushalten
- Beratungs- und Bildungskonzepte zur Finanzplanung in privaten Haushalten
- Regelsatzbemessung bei Sozialleistungen

## Schriften (Auswahl)
- Das Sozio-ökonomische Panel in der forschungspraktischen Anwendung auf haushaltsökonomische Fragestellungen. In: Hauswirtschaft und Wissenschaft. 42(1994)1, S. 9–16.
- Wenn aus der Kernfamilie Individuen werden – Überlegungen zur klassifikatorischen Verwendung des Begriffs 'Kernfamilie'. In: Hauswirtschaft und Wissenschaft. 43(1995)6, S. 257–264.
- "Junge Verbraucher in Europa" 1996 – Konsum und Umwelt. In: Hauswirtschaftliche Bildung. (1997)1, S. 17–20.
- Warenwelt Internet – Beispiele zur thematischen Ausgestaltung von Schulpartnerschaften im Internet. Düsseldorf 1998 (auch in engl. Übersetzung).
- Geldplanung mit nicht überschuldeten Haushalten – Ein Beratungskonzept. In: Tagungsband zur Jahrestagung der Deutschen Gesellschaft für Hauswirtschaft e.V. vom 25.09.-26.9.1998 in Bonn.
- Geld. Eine Handreichung für Grundschullehrerinnen und -lehrer. Düsseldorf 1999.
- Was heißt eigentlich „Medienkompetenzförderung“? In: B&B Agrar – Die Zeitschrift für Bildung und Beratung. 55(2002)3, S. 86–88.
- Medienkompetenzförderung und des „Kaisers neue Kleider“: Überlegungen zum Spannungsverhältnis zwischen Bildung und Qualifizierung. In: Hauswirtschaft und Wissenschaft. 50(2002)2, S. 65–76.
- Theorienvergleichende Rekonstruktion mikroökonomischer Modelle zum Arbeitsangebot privater Haushalte. Univ. Diss. TU München, Frankfurt a. M., Berlin und Bern 2003.
- Neue Medien für Haushalt und Familie. In: Neue Hauswirtschaft – ein Material für Multiplikator/innen der familien- und haushaltsbezogenen Bildung. (hrsg. vom Verbraucherzentrale Bundesverband), Berlin 2005.
- „Iudex non calculat“: Hartz IV auf dem Prüfstand der Haushaltsökonomik. In: Oikos 2010 – Haushalte und Familien im Modernisierungsprozess. Festschrift für Prof. Barbara Seel. (hrsg. von Hufnagel/Höflacher/Jaquemoth/Piorkowsky), Bonn 2007.
- Im Mittelpunkt: Der mündige Verbraucher. In: ZVi. 9/201, S. 321ff.
- Ist der "mündige Verbraucher" ein Mythos? Auf dem Weg zu einer realistischen Verbraucherpolitik? Stellungnahme des wissenschaftlichen Bereich Verbraucher- und Ernährungspolitik beim BMELV. Dezember 2012.
- Türkische Migrant/inn/en in der Neuen Verbraucheröffentlichkeit – Ein Pilot-Projekt zum Produkt- und Informationsangebot im Telekommunikations- und Finanzbereich, Abschlussbericht, gefördert durch das Bayerische Staatsministerium für Umwelt und Verbraucherschutz Triesdorf 2016.
- zusammen mit Michael Greiner, Rainer Hufnagel, Nicolas Fröhlich: Gemeinschaftsverpflegung in Bayern – repräsentative Befragung zu Kenndaten von GV-Einrichtungen. In: Hauswirtschaft und Wissenschaft (3) 2016, S. 124 ff.
- zusammen mit Rainer Hufnagel: Mittagessen in der Kita – Qualität und Kosten. Ernährung im Fokus (05-06) 2017, S. 144 ff.
- zusammen mit Rainer Hufnagel: Verbraucherpolitik – Ein Lehrbuch mit Beispielen und Kontrollfragen, Schäffer-Poeschel Verlag. Stuttgart 2018, Haufe-Verlag
- zusammen mit Rainer Hufnagel: Lineare Optimierung in der Haushaltsökonomik – für Georg Karg und Barbara Seel zum 80. Geburtstag. In: Hauswirtschaft und Wissenschaft. 7. Mai 2021, S. 1–24.
- Verbraucherpolitik in der wissenschaftlichen Politikberatung – Erfahrungen einer Verbraucherforscherin. In: Jahrbuch Konsum & Verbraucherwissenschaften, 1. Jahrgang 2021, hrsg. von Christian Bala und Wolfgang Schuldzinski, S. 19–32.
- zusammen mit Julia Helfert: Schulbücher im Themenfeld Ernährung - Didaktisch gut, fachlich ausbaufähig. In: Ernährung im Fokus – Online Spezial Schulbücher im Themenfeld Ernährung
- Zum Verhältnis von Verbraucher- und Sozialpolitik aus der Sicht des prvaten Haushalts. Eine Betrachtung vom Standpunkt der Haushaltsökonomik. In: Hellmann, Kai-Uwe (Hrsg.): Verbrauchersozialpolitik. Über sozialpolitische Funktionen der Verbraucherpolitik und vergleichbare Vermischungen, S. 115 ff. Nomos Verlag: Baden-Baden 2024.https://doi.org/10.5771/9783748915751.